# 桂田水库
桂田水库是中国广东省梅州市五华县河东镇境内的一座水库，位于蕉州河上，建于1972年。水库正常库容为1180万立方米，平均水深为14.06米，集雨面积为27平方千米，海拔为213米。